# Ґолешин
Ґолешин (пол. Goleszyn) — село в Польщі, у гміні Серпць Серпецького повіту Мазовецького воєводства.
Населення — 256 осіб (2011).

## Демографія
Демографічна структура станом на 31 березня 2011 року:
|          | Загалом | Допрацездатний вік | Працездатний вік | Постпрацездатний вік |
| -------- | ------- | ------------------ | ---------------- | -------------------- |
| Чоловіки | 134     | 32                 | 93               | 9                    |
| Жінки    | 122     | 26                 | 68               | 28                   |
| Разом    | 256     | 58                 | 161              | 37                   |